# Strömlöja
Strömlöja (Alburnoides bipunctatus), en karpfisk som finns i södra och östra Europa samt Asien.

## Utseende
En förhållandevis långsträckt fisk (dock högre än släktingen löjan) med silverfärgad kropp och mörk rygg. Bröst-, buk- och analfenornas bas är röd. Varje fjäll har en mörk fläck i bakkanten, vilka bildar punktband längs sidorna. Ryggfenan har 3 taggstrålar och 7 till 8 mjukstrålar, medan analfenan har 3 taggstrålar och 13 till 18 mjukstrålar (av vilka flertalet är grenade). Arten kan bli upp till 13 cm lång och väga 30 g, även om den vanligtvis är betydligt mindre.

## Vanor
Strömlöjan lever i stim på bottnen av strömmande vattendrag med klart vatten, även om den också kan förekomma i en del klarvattensjöar. Födan utgörs av mindre bottendjur och insekter.

### Fortplantning
Leken sker i maj till juni på grusbottnar. Lekdräkten är helt annorlunda än den vanliga färgteckningen; fisken utvecklar längsränder, som även kan överlappa varandra, av olika bredd och färg; silvervita, gula, ljusbruna, violetta, mörkblåa och svarta förekommer. Hanen får dessutom lekvårtor på huvudet.

## Utbredning
Strömlöjan finns från södra Europa i Loire i Frankrike österut i de flesta floder som rinner ut i södra Östersjön, Nordsjön, Svarta havet, Azovska havet samt Kaspiska havet som övre Volga och från Kura till Iran, där den är vanligt förekommande. I floder med utlopp i Medelhavet finns den i Rhône och mindre, kustnära vattendrag från Provence österut till Genua i Italien och västra Grekland. Dessutom kan den påträffas i floder i Albanien, Irak (som Eufrat och Tigris) till Turkmenistan och Afghanistan.

## Kommersiell användning
Arten fiskas inte kommersiellt, men däremot används den ibland som betesfisk. Dessutom förekommer den som akvariefisk.